# Tumba 7 de Monte Albán

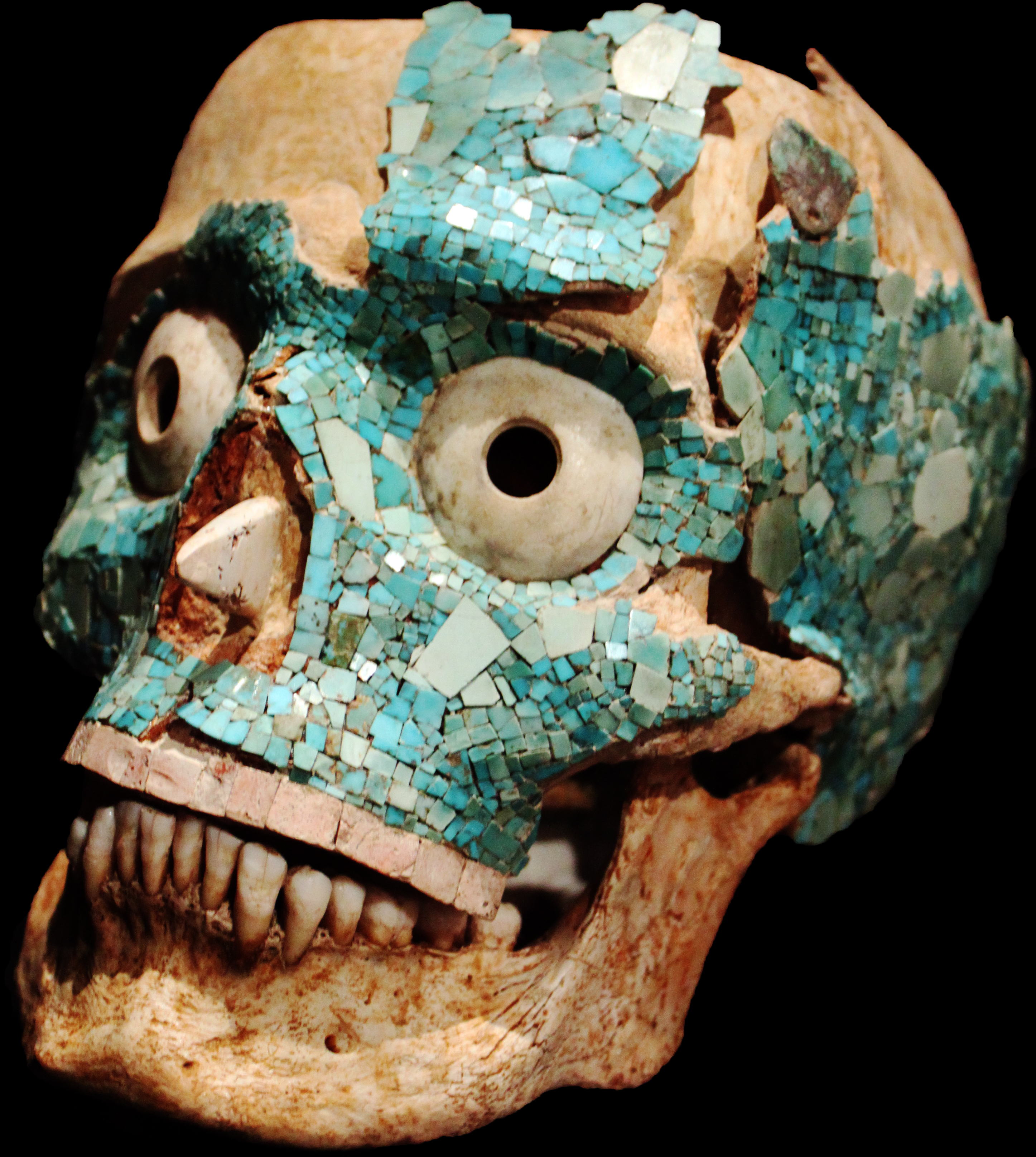
Cráneo recubierto de turquesa. Monte Albán V. Cultura mixteca. Forma parte de la colección del Museo Regional de Oaxaca, en el ex-Convento de Santo Domingo de Guzmán.

La Tumba 7 es una construcción funeraria de Monte Albán, zona arqueológica localizada en la cima de un cerro que domina los Valles Centrales de Oaxaca (Oaxaca, México). Se trata de un enterramiento célebre porque en su interior se encontró la mayor cantidad de objetos mesoamericanos hasta la fecha. Aunque Monte Albán fue una ciudad fundada por los zapotecos, fue abandonada por este pueblo hacia el siglo IX de nuestra era, y reutilizado más tarde, como cementerio de las élites mixteco-zapotecas que dominaron Los Valles durante el Posclásico Temprano.

## El Tesoro de la Tumba 7
La Tumba 7 fue descubierta por Alfonso Caso Andrade y un equipo de arqueólogos en el que se encontraban Juan Valenzuela y Eulalia Guzmán, el 9 de enero de 1932. Aunque los zapotecos eran conocidos por sus costumbres funerarias que incluían el enterramiento de importantes personajes acompañados de ricas ofrendas de cerámica y objetos preciosos, el repertorio de objetos hallados por Caso en Monte Albán era de índole distinta. Numerosos eran los objetos de oro que se encontraron en el lugar, incluido algunos famosos pectorales de oro trabajados en técnica de filigrana, que son también piezas muy conocidas de la orfebrería mesoamericana precolombina. Entre estos se encuentran los pectorales del Dios de la Muerte y del Dios del Sol. 
El estilo de estos objetos y otros asociados —cráneos esculpidos en cristal de roca, tallas en hueso, máscaras de turquesa, cerámica— era bastante distinto de las características de los objetos zapotecos. Muy tempranamente Caso y sus colaboradores —entre los que se encontraban Eulalia Guzmán Barrón, Juan Valenzuela, Jorge Ruffier Acosta e Ignacio Bernal y García Pimentel— asociaron los descubrimientos de la Tumba 7 a la cultura mixteca, en contra de las hipótesis adelantadas fuera de México, según las cuales, los objetos que formaban parte de la ofrenda tenían una influencia maya primitiva.